# Chrysler Shadow
El Chrysler Shadow o Dodge Shadow fueron automóviles de turismo del segmento C desarrollado por el grupo industrial estadounidense Chrysler y vendido bajo las marcas Chrysler,  Dodge y Plymouth desde el año 1987 hasta 1994.
En 1987 la corporación Chrysler presentó dos nuevos vehículos compactos sobre la plataforma K acortada, el Dodge Shadow y el Plymouth Sundance, para reemplazar a los veteranos Dodge Charger y al Plymouth Turismo respectivamente. La primera línea de ensamblado se desarrolló el 25 de agosto de 1986 en las plantas de Sterling Heights, Míchigan y en Toluca, México.
En su país de origen dio a luz una gran variedad de versiones y motores desde un 2.2 y 2.5 lt. en 4 cilindros y 3.0 lt. en 6 cilindros hasta un 2.5 TI y 2.2 TII de 4 cilindros turbo alimentados. Asimismo una amplia gama de versiones como el Shadow América, en 2 y 4 puertas y como una pieza de alto valor para los coleccionistas el Shelby CSX, que puede ser considerado el emperador del reino de las sombras, aunque existe el mito de una versión prototipo del shelby CSX con un potente motor TIII DOHC de más de 200 caballos de fuerza que podría ser el rey absoluto e indiscutible, pero hasta ahora su existencia se encuentra en un círculo de mitos. Todas estas series fueron modificadas por Carroll Shelby para aumentar la potencia y prestaciones. 
Además de éstas series de Shelby existen muchos entusiastas que modifican sus propios vehículos y se genera hasta una especie de culto a sus coches, algo parecido a los cultos de los años 60 con los súper autos de la época. Pero la joya de la corona podría ser el vistoso Shadow en versión convertible lanzado solamente para Dodge en 1991 que solo fue comercializado hasta 1993. En este modelo convertible, se tienen los motores de 4 cilindros aspirado, 4 cilindros turbo alimentado y 6 cilindros con 3.0 litros de desplazamiento. La producción de este auto finalizó el 9 de marzo de 1994 para ser remplazado por el Dodge Neon, que mejoró algunos aspectos malos de sus predecesores como un manejo con mayor agarre, sobre todo en curvas.

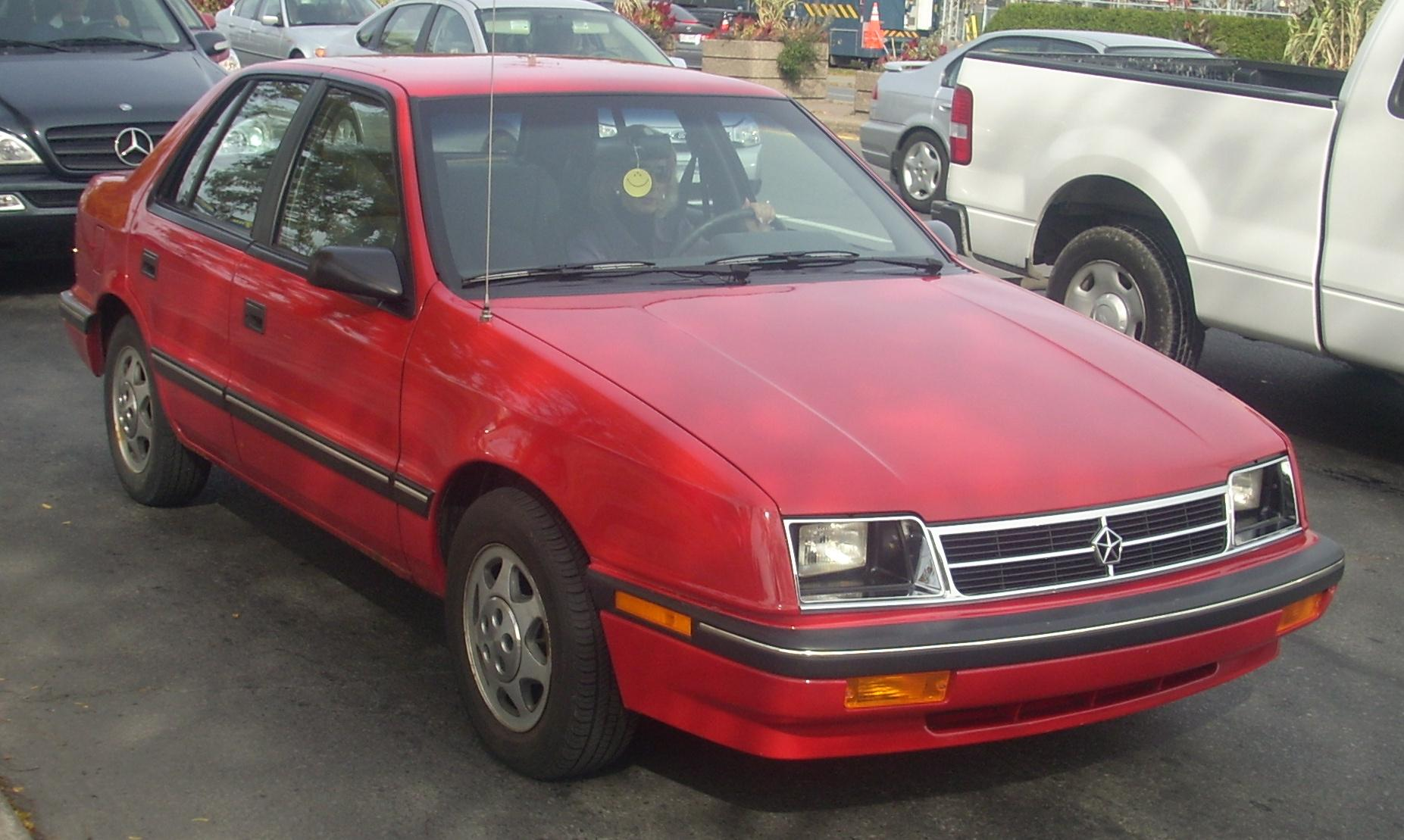
1988 Dodge Shadow
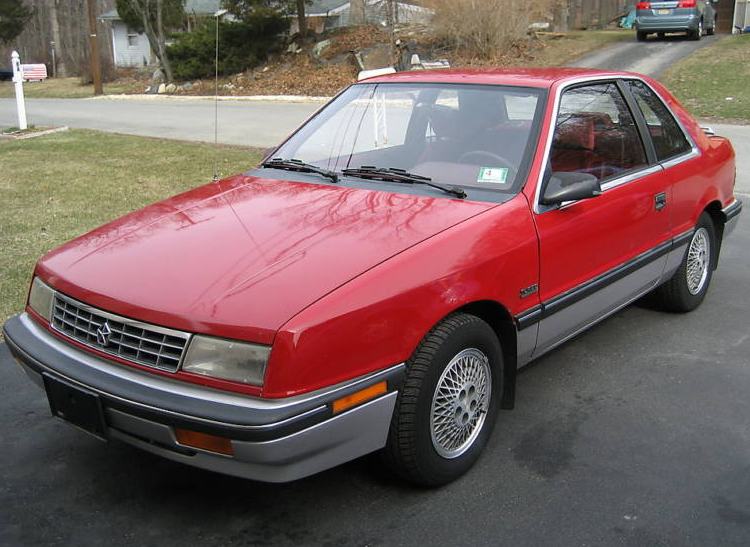
1989 Plymouth Sundance Rallye Sport

Para este automóvil se desarrolló una buena variedad de versiones de motores, tanto de aspiración natural como turbo alimentados y en 4 y 6 cilindros, así como transmisiones manuales y automáticas.
- 2.2 L I4 - 93 hp y 122 ft·lbf de par
- 2.5 L I4 - 100 hp y 135 ft·lbf de par
- 2.2 L turbo I4 - 146 hp y 170 ft·lbf de par
- 2.2 L turbo I4 - 175 hp y 175 ft·ibf de par (Shelby T2)(87 CSX)
- 2.2 L turbo I4 - 174 hp y 210 ft·lbf de par (CSX-VNT)
- 2.5 L turbo I4 - 150 hp y 185 ft·lbf de par
- 2.5 L turbo I4 - 152 hp y 210 ft·lbf de par (con ECU de alto par en el 91)